# Naubasta
Naubasta (nep. नौबास्टा) – gaun wikas samiti w zachodniej części Nepalu w strefie Bheri w dystrykcie Banke. Według nepalskiego spisu powszechnego z 2001 roku liczył on 2672 gospodarstw domowych i 15570 mieszkańców (7862 kobiet i 7708 mężczyzn).